# آژیر (فیلم ۲۰۰۸)
آژیر (انگلیسی: Alarm) فیلمی در ژانر درام است که در سال ۲۰۰۸ منتشر شد.